# Zenit-2 29
Zenit-2 29 – niedoszły radziecki satelita rozpoznawczy programu Zenit. Był 29. satelitą w tej serii.
Ważący 4 720 kg statek - zaadaptowany pojazd załogowy Wostok - wystartował na rakiecie Wostok 8A92 z kosmodromu Bajkonur w dniu 13 lipca 1965. Start nie powiódł się z powodu awarii systemu kierowania w 2. członie rakiety nośnej.
Start oznaczono w katalogach COSPAR/SATCAT: 1965-F08/F00352.
Inne oznaczenia misji: 11F61 28, 2K 28.